# Landen, Belgien
Landen är en kommun i Belgien.   Den ligger i provinsen Flamländska Brabant och regionen Flandern, i den centrala delen av landet, 50 km öster om huvudstaden Bryssel. Antalet invånare är 15 470.
Trakten runt Landen består till största delen av jordbruksmark. Runt Landen är det ganska tätbefolkat, med 134 invånare per kvadratkilometer.